# Restrictivitat
La restrictivitat és un terme emprat per descriure les condicions d'hibridació d'àcids nucleics. Habitualment, hom l'anomena "estringència" o "astringència", per calc de l'anglès "stringency", però aquestes denominacions són incorrectes en català. Les condicions de reacció que afecten el procés d'hibridació de l'ADN o ARN de cadena simple per formar polinucleòtids (ADN, ARN o ADN-ARN híbrids) de doble cadena són, fonamentalment:
- la temperatura
- la força iònica (concentració salina)
- el pH

La restrictivitat indica el grau en què aquestes condicions afecten a l'especificitat de la hibridació. En condicions molt restrictives només es formen híbrids amb una complementarietat perfecta (homodúplex), és a dir, que tenen totes les bases correctament aparellades. En canvi, en condicions poc restrictives es poden hibridar cadenes de forma no específica (heterodúplex), sense una complementarietat rigorosa.
L'augment de la temperatura o la disminució de la concentració salina tendeixen a augmentar la selectivitat

## Temperatura
Les cadenes dobles d'ADN (o ARN) tenen una determinada temperatura de fusió en què les dues cadenes se separen. La temperatura de fusió depèn de les característiques de les cadenes (%G-C, complementarietat, longitud, etc.) i de l'entorn.
Els híbrids totalment complementaris tenen una temperatura de fusió superior a aquells que ho són parcialment. Per tant:
- A temperatures elevades (per sota de la temperatura de fusió) només hibridaran seqüències perfectament complementàries.
- A temperatures baixes hibridaran seqüències amb menor complementarietat.

## Força iònica
Els ions estabilitzen les unions inespecífiques de les cadenes de polinucleòtids. Amb una força iònica elevada, doncs, les cadenes d'ADN i ARN s'hibriden de forma inespecífica. Una disminució de la concentració salina tendeix a augmentar la selectivitat d'hibridació.